# 4856 Seaborg
4856 Seaborg (1983 LJ) là một tiểu hành tinh vành đai chính được phát hiện ngày 11 tháng 6 năm 1983 bởi C. S. Shoemaker ở Palomar.